# 李白
李 白（り はく、拼音: Lǐ Bái、701年（長安元年） - 762年10月22日（宝応元年9月30日））は、中国の盛唐の時代の詩人である。字は太白（たいはく）。号は青蓮居士。唐代のみならず中国詩歌史上において、同時代の杜甫とともに最高の存在とされる。奔放で変幻自在な詩風から、後世に『詩仙』と称される。

## 出自
李白の出自および出身地には諸説あり、詳細は不明である。『旧唐書』本伝の記述では東魯の出身とするが、清の王琦などをはじめ、通説はこれを誤りとする。
李陽冰の「草堂集序」および范伝正の「唐左拾遺翰林学士 李公新墓碑」、さらにこれらを踏まえたとされる北宋の欧陽脩『新唐書』などの記述では、李白は隴西郡成紀県（現在の甘粛省天水市秦安県）の人で、西涼の太祖武昭王李暠の九世孫とする。李白の先祖は、隋末の時代、何らかの事情で西域の東トルキスタンのあたりに追放され、姓を変えてその地で暮らしていたが、中宗の神龍年間、西域から蜀（現在の四川省）に移住し、李白の誕生とともに李姓に復したという。
李白の祖先の暮らしていた西域の地について、「草堂集序」には「中葉罪に非ずして、條支に謫居す」、『新唐書』では「罪を以て西域に徙（うつ）る」とある。「條支」とはこの場合、唐代に置かれた条支都督府を指すと考えられており、現代の地名ではアフガニスタンのガズニ周辺に当たる。また「唐左拾遺翰林学士 李公新墓碑」では碎葉（現・キルギス共和国のトクマク付近）としている。こうしたことから、20世紀になると、胡懷琛、陳寅恪、劉學銚（中国文化大学）などが李白を西域の非漢人の出自とする新説を出した。
現在の中国における通説では、李白は西域に移住した漢人の家に生まれ、幼少の頃、裕福な商人であった父について、西域から蜀の綿州昌隆県青蓮郷（現在の四川省綿陽市江油市青蓮鎮）に移住したと推測する。
いずれにしても、遅くとも5歳の頃には蜀の地に住み着いていたと考えられている。

## 生涯

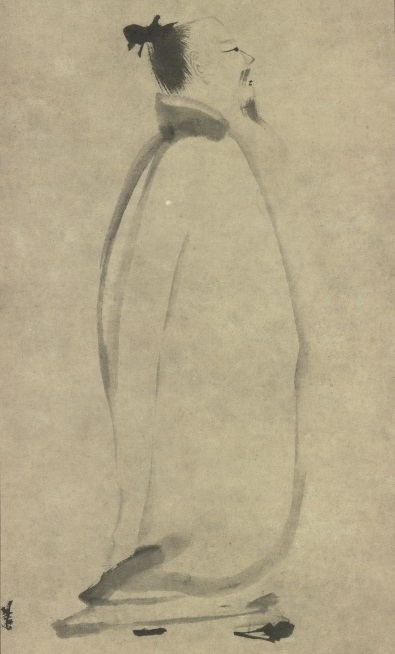
南宋の画家梁楷の墨筆画「李白吟行図（東京国立博物館蔵）」。

### 幼少から青年期
「草堂集序」「新墓碑」『新唐書』などが伝えるところによると、李白の生母は太白（金星）を夢見て李白を懐妊したといわれ、名前と字はそれにちなんで名付けられたとされる。5歳頃から20年ほどの青少年期、蜀の青蓮郷を中心に活動した。伝記や自身が書いた文章などによると、この間、読書に励むとともに、剣術を好み、任侠の徒と交際したとある。この頃の逸話として、益州長史の蘇頲にその文才を認められたこと、東巌子という隠者と一緒に岷山に隠棲し、蜀の鳥を飼育し共に過ごしながら道士の修行をし、山中の鳥も李白を恐れず手から餌をついばんだこと、峨眉山など蜀の名勝を渡り歩いたことなどが伝わる。

### 放浪
725年（開元13年）、25歳の頃、李白は蜀の地を離れ、長江を下り江南へと向かった。以後李白は10数年の間、長江中下流域を中心に中国各地を放浪する。自然詩人孟浩然との交遊はこの時期とされ、名作「黄鶴楼にて孟浩然の広陵に之くを送る」が作られている。その後安陸（現在の湖北省安陸市）に拠点を定め、ここを中心に各地への放浪を続けた。やがて、安陸の名家で、高宗の宰相であった許圉師の孫娘と結婚する。この結婚の年代については諸説あるが、732年、32歳の時には確実に結婚していたとされる。許氏との間には長女李平陽と長男李伯禽という2人の子が生まれている。結婚後も安陸を拠点に各地の放浪を続けており、730年あるいは737年の頃には、長安に滞在して仕官を求めたというのが近年の研究から通説となっている。またこのころ洛陽も訪れており、735年から736年にかけては太原から雁門関を周遊した。740年には安陸から東魯（山東省南部）へと移り住んだ。ここでは孔巣父ら5人の道士と徂徠山（現在の山東省泰安市）に集まり、「竹渓六逸」と呼ばれることもあった。

### 朝廷に仕える
742年（天宝元年）の秋、友人元丹丘の尽力により、玄宗の妹で女道士となった玉真公主（持盈法師）の推薦を得て長安に上京した。玄宗への謁見を待つため紫極宮（老子廟）に滞在していた折り、当時の詩壇の長老である賀知章の来訪を受け、この時彼から名高い「謫仙人」の評価を得ている。このように宮廷で有力な影響力を持つ2人の推薦を得て、同年の冬、李白は宮廷の翰林院に入り玄宗に仕えることになる。以後の3年間、李白は朝廷で詩歌を作り続けた。詔勅の起草に当たったと書かれることもあるが、実際には政治に関わることはなかったと考えられている。この時期、楊貴妃の美しさを牡丹の花にたとえた「清平調詞」三首などの作品が作られ、宮廷文人として大いに活躍している。また賀知章ら多くの文人と交友を深め、阿倍仲麻呂（晁衡）と知り合ったのもこの頃のことと推測されている。しかし、抜群の才能を発揮する一方で、杜甫が「李白一斗 詩百篇、長安市上 酒家に眠る。天子呼び来たれども 船に上らず、自ら称す 臣は是れ 酒中の仙と」（「飲中八仙歌」）と詠うように、礼法を無視した放埒な言動を続けたことから宮廷人との摩擦を引き起こし、744年、宮廷を去って長安を離れることとなった。

### 再度の放浪
長安を去った李白は、744年に洛陽で杜甫と出会って意気投合し、1年半ほどの間、高適を交えて山東・河南一帯を旅するなど彼らと親しく交遊した。魯郡で杜甫と別れたのち、しばらく東魯にとどまっていたが、746年には南方へ向かい、750年まで4年にわたり江南を周遊した。東魯に戻ったのち、751年には北方の幽州を訪れ、翌752年にいったん東魯に戻ったあと、宣州や当塗など現在の安徽省南部を中心に江南を周遊している。753年には、前年に阿倍仲麻呂が日本への帰国途中、遭難して死去したという知らせ（誤報）を聞き、「晁卿衡を哭す」を詠んでその死を悼んでいる。

### 晩年

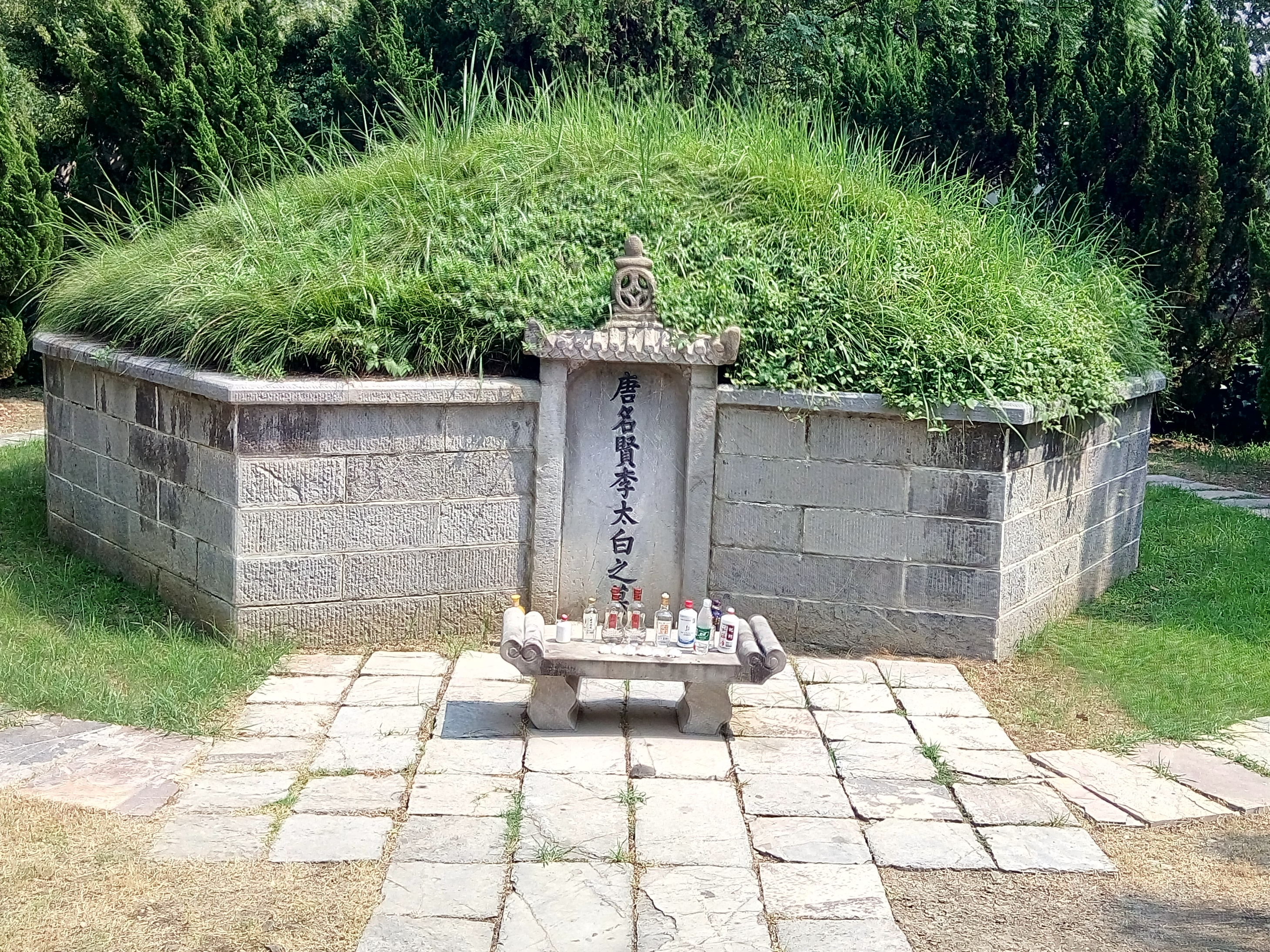
安徽省馬鞍山市当塗県にある李白墓。

安史の乱勃発後の756年（至徳元載）、当時、李白は廬山に隠棲していたが、玄宗の第16子の永王李璘の幕僚として招かれた。だが永王は異母兄の粛宗が玄宗に無断で皇帝に即位したのを認めず、粛宗の命令を無視して軍を動かしたことから反乱軍と見なされ、将軍の皇甫侁と高適の追討を受けて斬られた。李白も捕らえられ、潯陽（現在の江西省九江市）で数カ月獄に繋がれた。その後、崔渙・宋若思（宋之問の甥で、李白の旧友宋之悌の子）の助力により釈放され、宋若思の幕僚となるが、結局は粛宗の朝廷側から夜郎（現在の貴州省北部）への流罪とされた。配流の途上の759年（乾元2年）、白帝城付近で罪を許され、もと来た道を帰還することになる。この時の詩が『早発白帝城』である。赦免後の李白は、長江下流域の宣州（現在の安徽省南部）を拠点に、再び各地を放浪し、762年（宝応元年）の冬、宣州当塗県の県令李陽冰の邸宅で62歳で病死した。
李白は当初、死去した宣州当塗県の竜山東麓に葬られ、死後50年ほど経った817年に范伝正によって同じく当塗県の青山西麓へと改葬された。この李白墓は安徽省馬鞍山市当塗県の青山西麓に現存する。また、李白が幼年期から青年期を過ごした四川省江油市には李白記念館が建設されており、730年代に居を定めた湖北省安陸市にもさまざまな李白の古跡とともに安陸李白記念館が存在している。

## 人物
李白の声名は生前から非常に高く、詩人として高く評価されていた。李白は多作であり、生涯に1万首ほどの詩を詠んだが、現存するのはそのうち1000首ほどとされる。
李白は「酒仙」とまで呼ばれるように酒を愛したことで知られ、飲酒を礼賛した詩を数多く詠んでいる。杜甫は李白をはじめとして賀知章、李璡、李適之、崔宗之、蘇晋、張旭、焦遂という当代の酒豪8人を飲中八仙として取り上げ、「飲中八仙歌」のなかで歌い上げた。
李白は道教に傾倒しており、放浪中にも各地の道士と交友を深めていて、長安での出仕もこの道士の人脈によるものとされている。さらに朝廷を致仕した744年には符籙を受け、正式に道士の資格を得ている。こうした道教への傾倒と神仙への憧れは、李白の作品にも強い影響を及ぼしている。
この時代の人材登用にはすでに科挙が導入されており、唐代の文人のほとんどは科挙に及第するか、及第まではせずとも受験した経歴があるが、李白には科挙を受験した形跡が全く見られない。これは、当時の科挙は商人の子弟および外国人は受験資格がなく、李白がこれに抵触したためであると考えられている。李白本人は官僚として立身する意欲が強く、蜀にいるころから盛んに大官に売り込みを行い仕官を目指したが、ほとんどはうまくいかなかった。

## 伝説

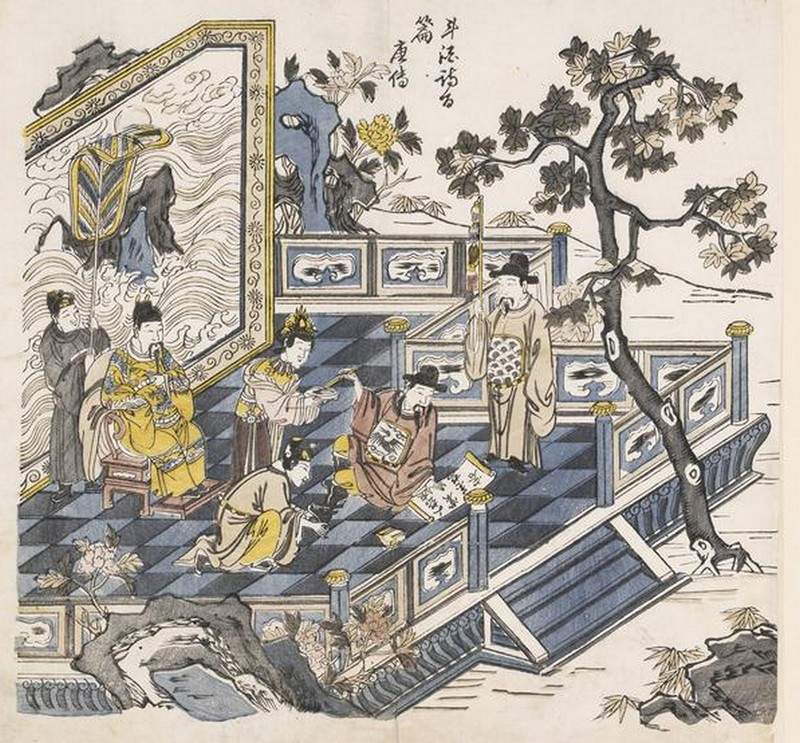
酔った李白は高力士に靴を脱がせて恨みを買ったという伝説があるが、事実ではない

有名な伝説では、采石磯（現在の安徽省馬鞍山市雨山区）にて船に乗っている時、酒に酔って水面に映る月を捉えようとして船から落ち、溺死したと言われる。この伝説は宋代のはじめにはすでに形成されていたとされるが、上記のように実際には当塗県にて病死した記録が残っており、事実ではない。ただしこの説は広く流布し、さらに采石磯が水神信仰と深い関係がある土地だったことから、李白は水神と結びつけられるようになった。台北市の龍山寺には多くの神々の中の一柱として水仙尊王という水神がまつられており、その従神の1人として李白もまた祀られている。
李白の宮廷時代についてもさまざまな伝説が残されている。酔った李白が宴会で高力士に靴を脱がせ、それを恨んだ彼に讒言を受けて宮廷を追放されるという伝説も著名であり、すでに中唐の時期にそうした記述は見られるが、そもそもそうした宴会での事実はない。また、李白が宮廷を辞した理由については諸説あり、同僚の讒言に依るものであるとする文献も存在するが、その場合でも讒言者は高力士ではないとされる。
また、李白が無名時代の郭子儀を罪から救い、それに恩義を感じた郭子儀が永王の乱に加担した李白の救命を嘆願したとの話も、裴敬による墓碑にすでに記載があり、そこから旧唐書・新唐書にも記載がなされたものの、後世の考証によりやはり事実ではないとされている。
李白には上記の伝説以外にも様々な伝説が伝わり、後世『三言』などの小説において、盛んに脚色された。

## 家族
李白の家族に関する記述は少ない。先述の通り、李白は許夫人との間に2人の子をもうけたが、夫人とは後に死別したとされる。その後、南陵の劉氏を娶ったが、これは後に離婚したと考えられている。さらに東魯の某氏を側室に迎え、その間に末子の李天然を儲けたと言う。また50歳を過ぎて、洛陽で中宗の宰相であった宗楚客の孫娘の宗氏を継室として娶ったという。

### 妻
- 許氏 - 高宗期の宰相の許圉師（許紹の末子）の孫娘[10]。
- 劉氏 - 南陵の名家の娘[39]。
- 某氏 - 姓は不詳、東魯の人。李天然の生母以外は不詳[12]。
- 宗氏 - 中宗期の宰相で詩人の宗楚客（? - 710年、字は叔敖）の孫娘[40]。

### 子女
- 李伯禽（? - 792年?） - 幼名は明月奴、生母は許氏[10]。父の後を継ぐ。
- 李天然 - 幼名は頗黎。生母不詳（東魯の某氏の娘）[12]。
- 李平陽 - 生母は許氏、伯禽の同母姉[10]。嫁ぎ先で間もなく早世[41]。

## 詩の特徴
李白の詩は、漢魏六朝以来の中国詩歌の世界を集大成したものとされる。「蜀道難」「将進酒」「廬山の瀑布を望む」「横江詞」などに見るダイナミックでスケールの大きい豪放さ、「玉階怨」「静夜思」の清澄で繊細な世界、「山中にて俗人に答ふ」「月下独酌」「山中にて幽人と対酌す」などに見える飄逸で超俗的な雰囲気など、詩の内容は多彩で変化に富んでいるが、総じて変幻自在で鮮烈な印象をもたらす点が特徴的である。得意とする詩型は、絶句と楽府であり、とりわけ七言絶句にすぐれる。

## 主な版本

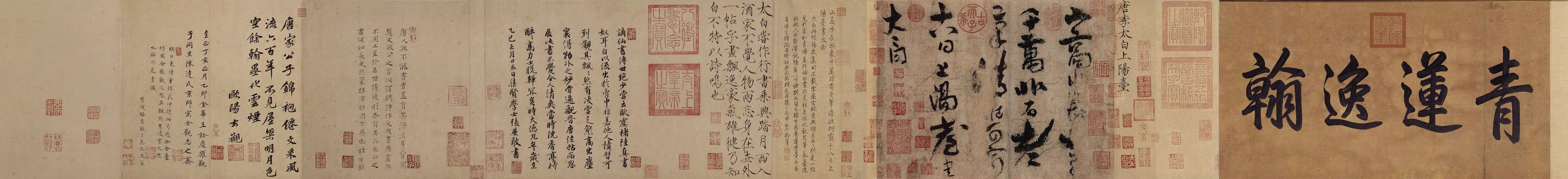
上陽台帖。唯一現存する李白の真筆である（北京故宮博物院所蔵）

- 宋蜀本『李太白文集』 - 30巻。北宋期の刊本を南宋初期に覆刻したもので、現存する最古の版本。静嘉堂文庫蔵。清の繆曰芑が校正重刊したものがあり、これは「繆本」と呼ばれる。
- 『景宋咸淳本李翰林集』 - 30巻。明代に覆刻された南宋咸淳5年の刊本を、清の光緒34年に影印刊行したもの。上の「宋本」とは別系統のテキストで、分類・編次が異なる上、本文にも異同がある。
- 『分類補注李太白詩』 - 25巻。別名『分類補注李太白集』。南宋の楊斉賢の集注本に元の蕭士贇が補注を加えたもの。現存する最古の注釈書。詩が題材と表現の形式によりつぎの21類に分けられる。古風、楽府、歌吟、贈、寄、留別、送、酬答、遊宴、登覧、行役、懐古、閑適、懐思、感遇、写懐、詠物、題詠、雑詠、閨情、哀傷[43]。
- 『李太白文集輯註』 - 36巻。別名『李太白全集』。清の王琦による注釈書。上の『分類補注本』や明の胡震享の『李詩通』などの先行する注釈書・関連資料を集大成したもの。

なお、李白の書はたったひとつ、「上陽台帖」のみが現存しているとされる。上陽台帖は中華民国期の収集家である張伯駒が入手した後、毛沢東に寄贈され、さらに1958年に北京の故宮博物院に移管されて、現在も故宮博物院の所蔵品となっている。

## 主な作品
| 秋浦歌 其十五（秋浦の歌 其の十五） |                                        |                                                            |
| 原文                               | 書き下し文                             | 通釈                                                       |
| 白髮三千丈                         | 白髪 （はくはつ）三千丈                | 私の白髪は秋浦より望む揚子江のように三千丈もあろう         |
| 縁愁似箇長                         | 愁に縁りて箇（かく）の似（ごと）く長し | 憂愁の末にこんなにも長くなってしまった                     |
| 不知明鏡裏                         | 知らず 明鏡の裏                        | 明るく澄んだ水鏡の中                                       |
| 何處得秋霜                         | 何れの処にか秋霜を得たる               | これほどに真っ白な秋の霜、一体どこから降ってきたのだろうか |

| 早發白帝城（早に白帝城を発す） |                             |                                                            |
| 原文                           | 書き下し文                  | 通釈                                                       |
| 朝辭白帝彩雲間                 | 朝に辞す白帝 彩雲の間       | 朝早くに美しい色の雲がたなびいている白帝城を出発し         |
| 千里江陵一日還                 | 千里の江陵 一日にして還る   | 千里離れた江陵まで一日でかえれるのだ                       |
| 兩岸猿聲啼不住                 | 両岸の猿声 啼いてやまざるに | 両岸の哀しい猿声が啼きやまないうちに                       |
| 輕舟已過萬重山                 | 軽舟已に過ぐ 万重の山       | 軽やかな小舟は幾万に重なる山々の間を一気に通過してしまった |

| 靜夜思（静夜思） |                          |                                              |
| 原文             | 書き下し文               | 通釈                                         |
| 牀前看月光       | 牀前 月光を看る          | 寝台の前に射し込む月の光をみる               |
| 疑是地上霜       | 疑らくは是れ地上の霜かと | これは、地上に降りた霜ではないかと疑うほどだ |
| 擧頭望山月       | 頭を挙げて 山月を望み    | 頭をあげて山に上る月を望み                   |
| 低頭思故郷       | 頭を低れて 故郷を思ふ    | また頭を垂れては故郷に思いをはせる           |

### その他
- 關山月

## 李白と杜甫
李白と杜甫は中国最高の詩人として並び称される存在であり、また李白は杜甫より11歳年長であるもののほぼ同時代人である。この2人は744年に洛陽で出会い、意気投合して山東や河南を中心に1年半ほど同行して周遊し、深い交友を結んだ。翌745年に魯郡で別れたのち再び会うことはなかったが、とくに杜甫は李白のことを後年になっても懐かしみ、李白に関する20首近くの詩を残している。これに対し李白の杜甫に関する詩は4首で、詠んだ時期は2人の別れの時期に集中している。
李白の評価が生前から非常に高かったのに対し、杜甫は李白を含む一部の詩人からの評価は高かったものの、生前は世間一般からの評価は必ずしも高いものではなかった。しかし中唐以後、白居易や元稹らによって杜甫の再評価が行われ、以後この2人が大詩人として並び称されるようになった。これ以後の評価では、杜甫の方に優位性を認める論と、両者ともに素晴らしい個性を持つ大詩人で優劣はつけられないとの論が並立している。両者に優劣を認めず対等とする場合、「李絶杜律」と呼ばれるように李白は絶句、杜甫は律詩を得意とし、李白は飄々として天賦の才を持つ一方、杜甫は沈鬱で構成力が高いと評されることが多い。

## 李白に関係する言葉・ことわざなど
馬耳東風
王十二から来た手紙への返信